# Errol Forbes
Errol Forbes, né le 6 avril 1948, est un ancien arbitre trinidadien de football des années 1990. 

## Carrière
Il a officié dans des compétitions majeures : 
- Gold Cup 1991 (2 matchs)
- Coupe du monde de football des moins de 17 ans 1991 (1 match)